# Mirriah
Mirriah là một thị trấn ở vùng Zinder, Niger.

## Địa lý
Mirriah nằm ở vùng Sahel, cách thành phố Zinder khoảng 20 km. Xung quanh thị trấn có những khu vườn bao báp, xoài và rau.

## Dân số
Dưới đây là dân số Mirriah qua các năm:
| 1977  | 1988   | 2001   | 2010   |
| ----- | ------ | ------ | ------ |
| 8.420 | 13.225 | 18.783 | 58.878 |

Các dân tộc chính trong thị trấn là Hausa, Fulani và Tuareg.